# Mondo movies
Mondo movies – podgatunek filmów dokumentalnych, zwykle pochodzenia włoskiego, wpisujących się w nurt kina eksploatacji. Utrzymane w tematyce pseudodokumentalnej, mondo movies skupiają się na sensacyjnych tematach, scenach i sytuacjach. Często ich akcja skupia się na zagranicznych, egzotycznych kulturach (co prowadziło do ich oskarżeń o etnocentryzm), a ich tematem jest przedstawianie śmierci, gwałtów oraz ludobójstw. Momentem kluczowym dla mondo movies było pojawienie się filmów Pieski świat (1962) oraz Africa Addio (1966) Gualtiera Jacopettiego; apogeum nurtu przypadło na lata 70.